# 1426

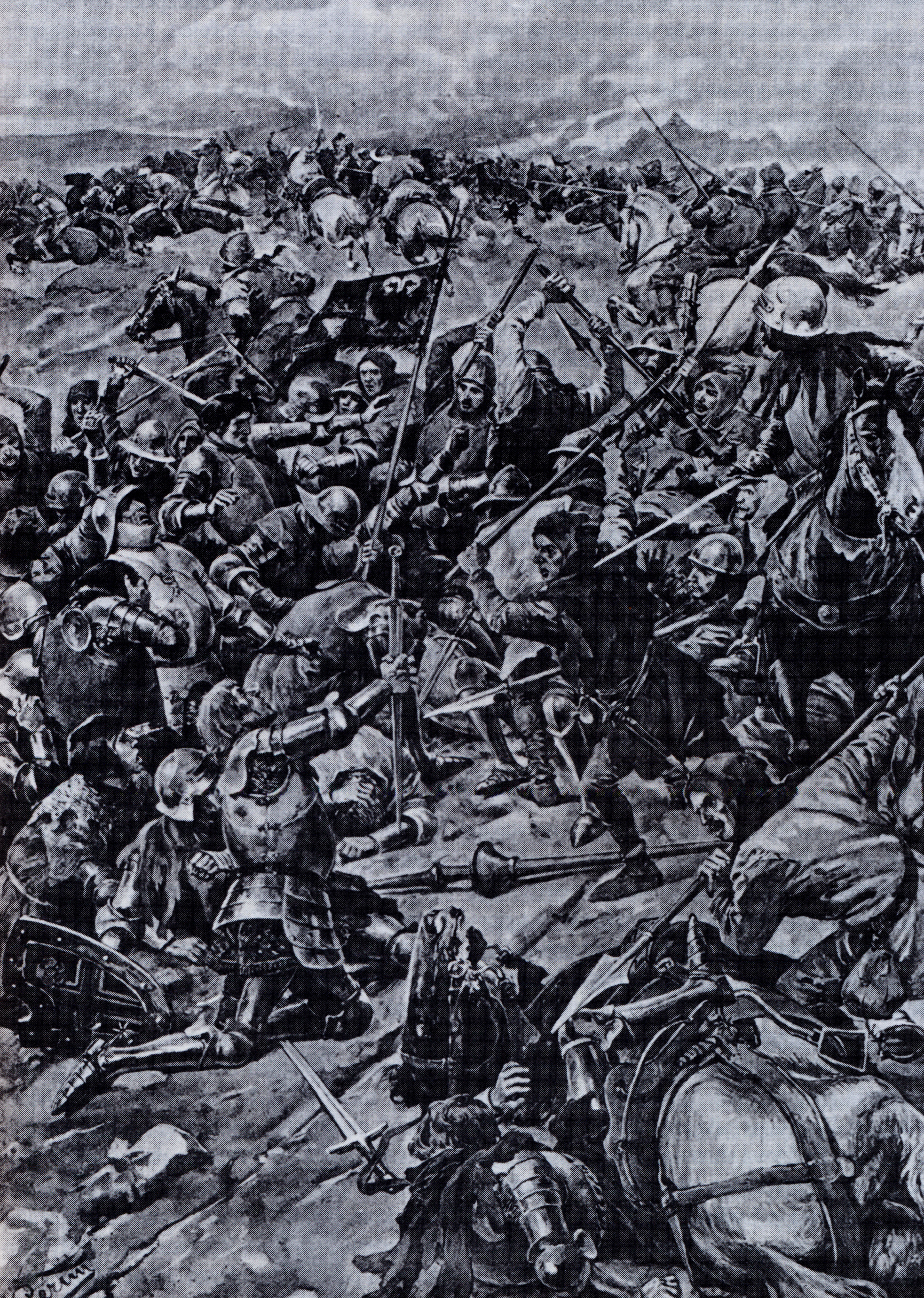
Slag bij Aussig

Het jaar 1426 is het 26e jaar in de 15e eeuw volgens de christelijke jaartelling.

## Gebeurtenissen
januari
- 8 - Het patronaatsrecht van de Lambertuskerk in Nistelrode, dat toebehoort aan het Kapittel van het Heilig Kruis in Luik, vervalt aan de Duitse Orde te Gemert.
- 13 - Walter Fitzwalter landt in Zeeland met een troep Engelse boogschutters, gestuurd door Humphrey van Gloucester om Jacoba van Beieren en de Hoeken te steunen, worden vernietigend verslagen in de Slag bij Brouwershaven verslagen door Kabeljauwse troepen.

april
- 4 - Begin van het Beleg van Haarlem. De stad Haarlem wordt belegerd door Jacoba van Beieren en de Hoeken.
- 28 - Jacoba van Beieren breekt het beleg van Haarlem af om zich naar Alphen aan den Rijn te begeven. Kennemer opstandelingen en andere Hoeken onder Willem van Brederode zetten het beleg wel voort.
- 30 - Slag bij Alphen aan den Rijn: Jacoba van Beieren verslaat Jan van Uitkerke bij Alphen aan den Rijn, waardoor haar verdedigingslinie intact blijft. Haar hoop op verovering van Haarlem is echter vervlogen.

mei
- 8 - Bij Haarlem wordt een verdrag gesloten voor zes weken vrede. Einde van het Beleg van Haarlem.
- 19 - Drie jaar na door slechts enkele kardinalen gekozen te zijn, laat tegenpaus Clemens VIII zich daadwerkelijk tot paus kronen.

juni
- 16 - Slag bij Aussig: De Hussieten boeken een grote overwinning op katholieke kruisvaarders.

juli
- 24 - In Rotterdam trekt een Hoeksgezind rebellenleger onder Willem Nagel al plunderend en brandstichtend langs het Huis Wena.

augustus
- 22 - Slag bij Hoorn: Filips de Goede verslaat de Kennemer opstandelingen die worden gesteund door een legertje van Jacoba van Beieren.
- 30 - Eerste vermelding van Sloten als stad.

september
- 7 - De openingsplechtigheid van de Universiteit Leuven vindt plaats in de Sint-Pieterskerk (Leuven).
- 27 - Slag bij Detern: Oost-Friese opstandelingen onder Focko Ukena verslaan het leger van Ocko II tom Brok.

november
- november - Begin van het Beleg van Zevenbergen: Filips de Goede belegert de stad Zevenbergen, een van de laatste die nog achter Jacoba van Beieren en de Hoeken staat.

zonder datum
- De stadsrechten van diverse West-Friese 'plattelandssteden' wordt ingetrokken vanwege hun steun aan de Kennemer opstandelingen en Jacoba van Beieren. Alleen in het geval van Wognum is deze intrekking definitief, de overige steden herkrijgen hun rechten in de volgende decennia.
- Keizer Johannes VIII Palaiologos scheidt van zijn echtgenote Sophia van Monferrato.
- De Universiteit Leuven krijgt een faculteit canoniek recht.
- De Albertvaart in Lier wordt gegraven.

## Opvolging
- patriarch van Antiochië (Grieks-orthodox): Joachim II opgevolgd door Marcus III
- Azcapotzalco: Tezozomoc opgevolgd door zijn zoon Maxtla
- Dominicanen (magister-generaal): Barthélémy Texier als opvolger van Leonardo Dati
- Lord High Admiral van Engeland: Thomas Beaufort opgevolgd door Jan van Bedford
- Schaumburg en Holstein-Pinneberg: Adolf X opgevolgd door zijn zoon Otto II
- Nassau-Wiesbaden-Idstein: Adolf II opgevolgd door zijn zoon Johan
- Tecklenburg: Nicolaas II opgevolgd door zijn zoon Otto VII
- Thouars: Peter II van Amboise opgevolgd door zijn neef Lodewijk van Amboise

## Afbeeldingen

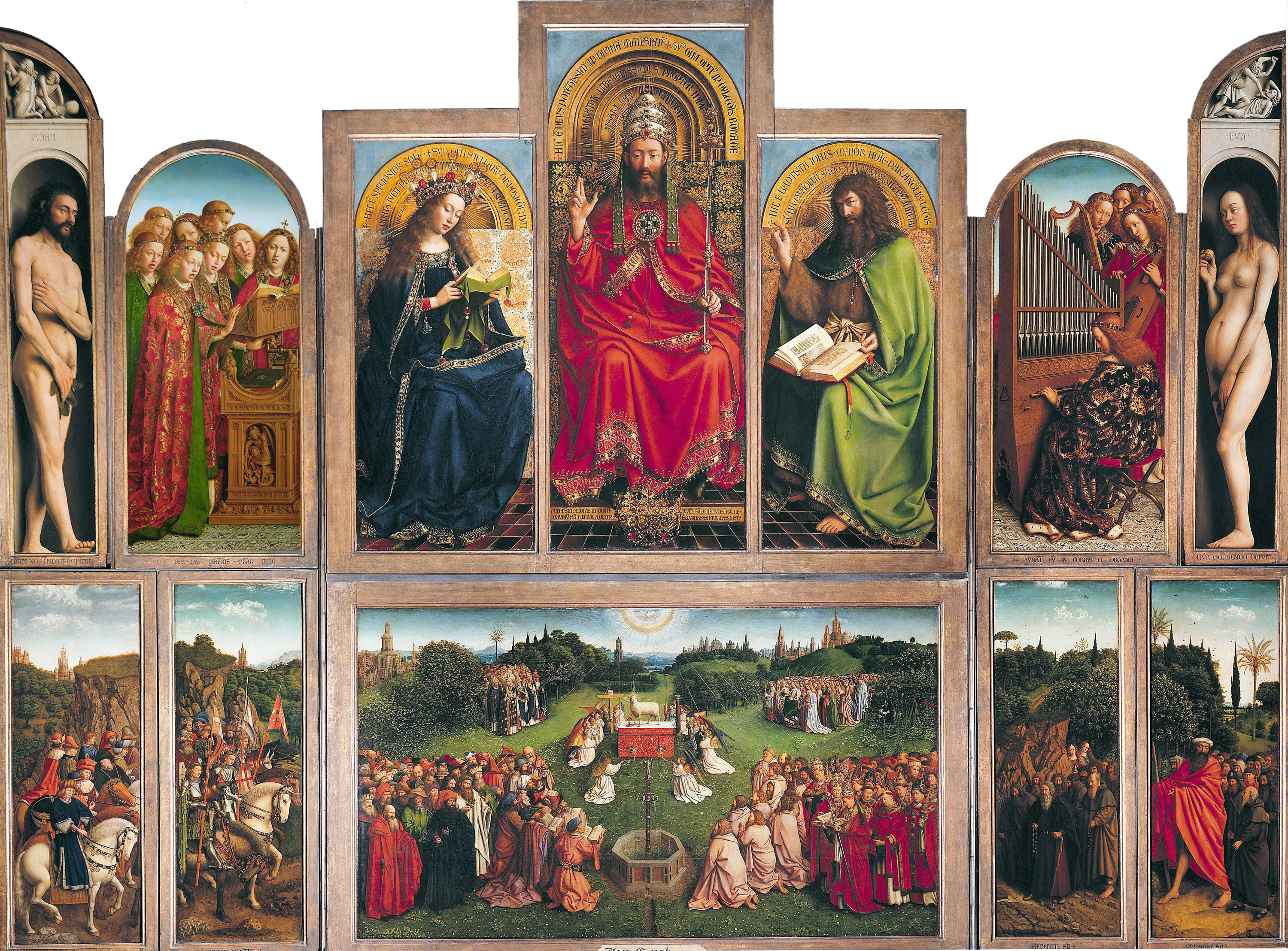
Het Lam Gods van Hubert en Jan van Eyck. Hieraan werd gewerkt ten tijde van Huberts overlijden in 1426.
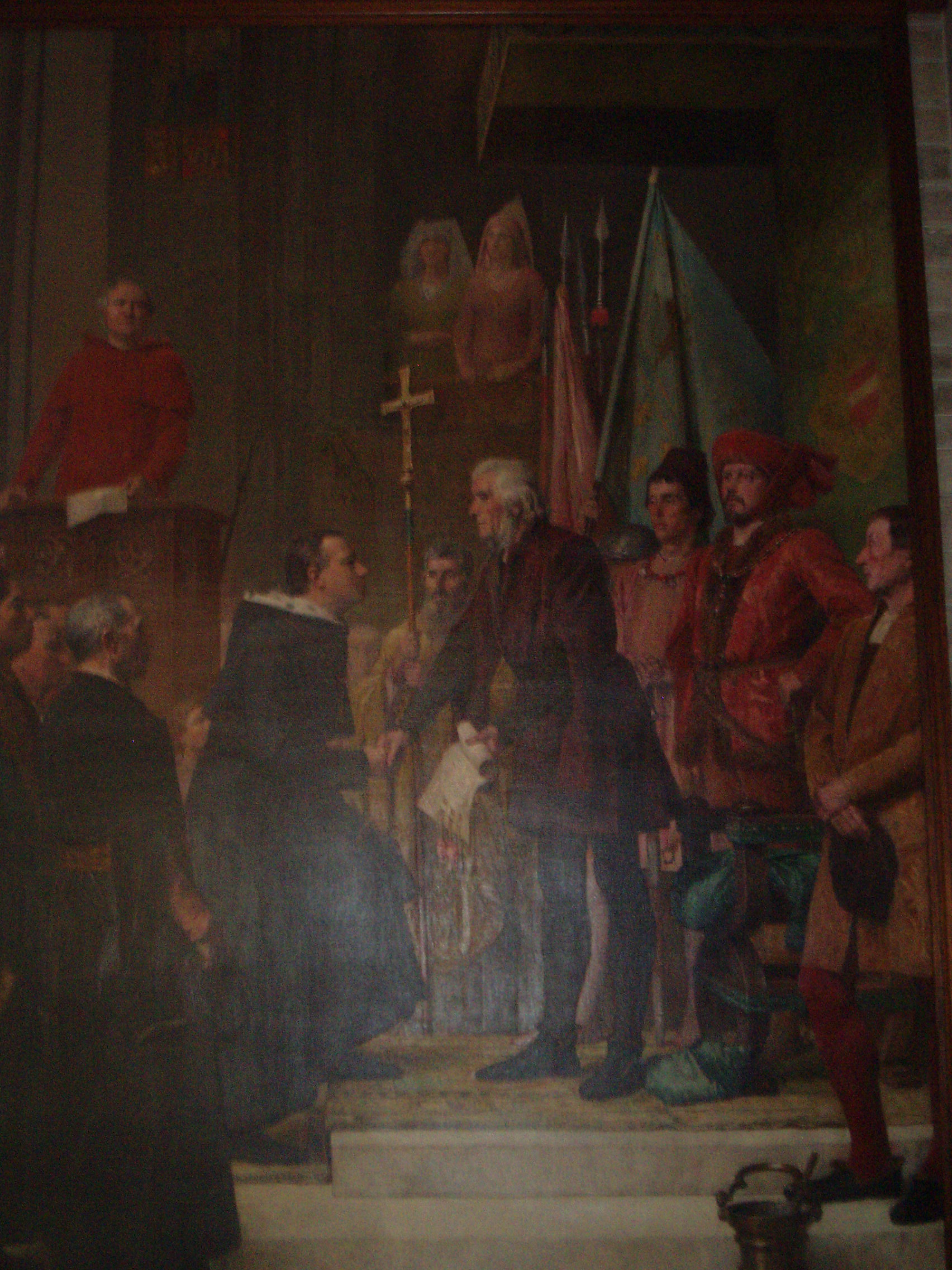
Openingsplechtigheid van de Universiteit Leuven: Rector Willem Neve neemt de pauselijke bul in ontvangst
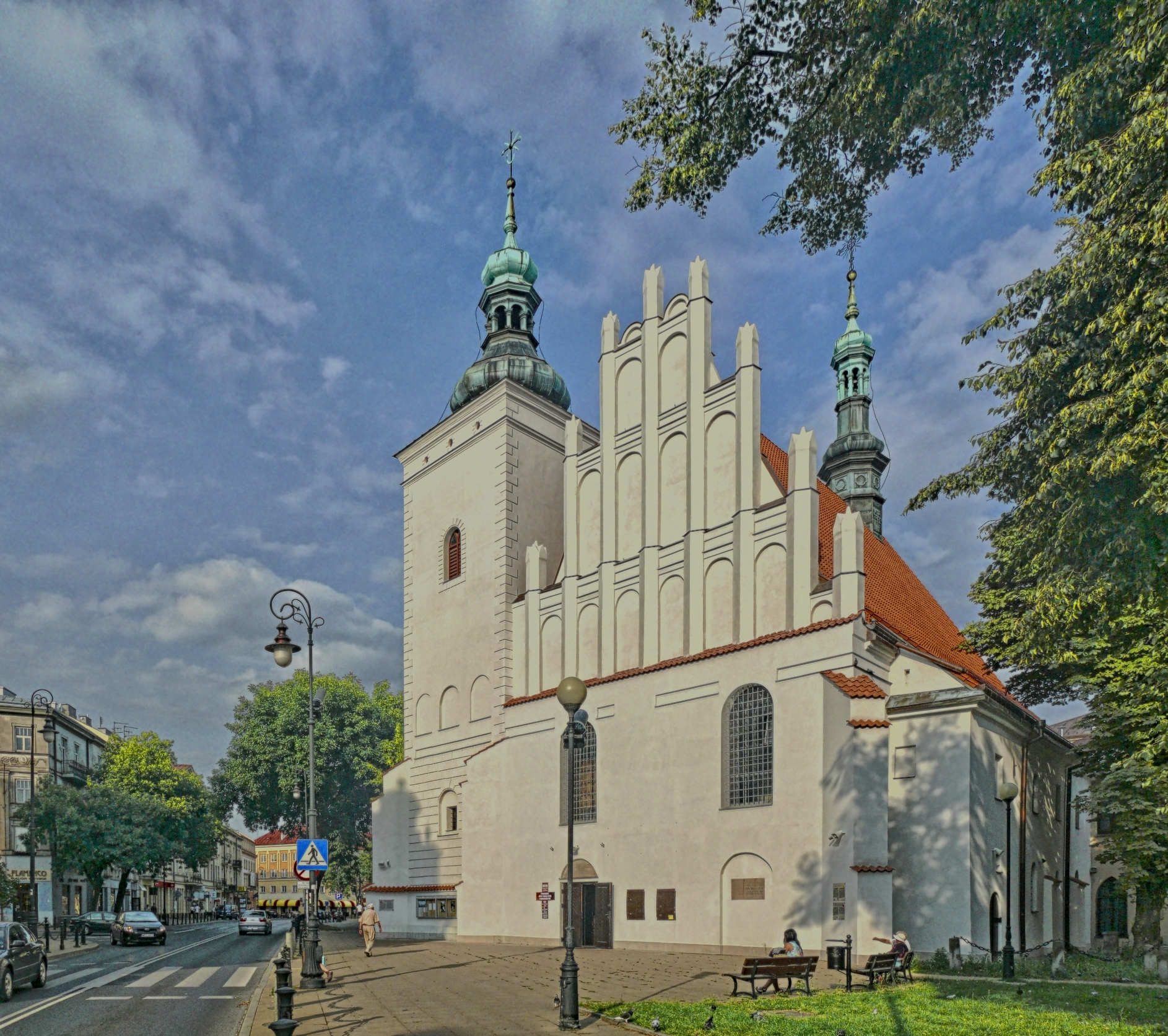
Mariakerk, Lublin (voltooid 1426)
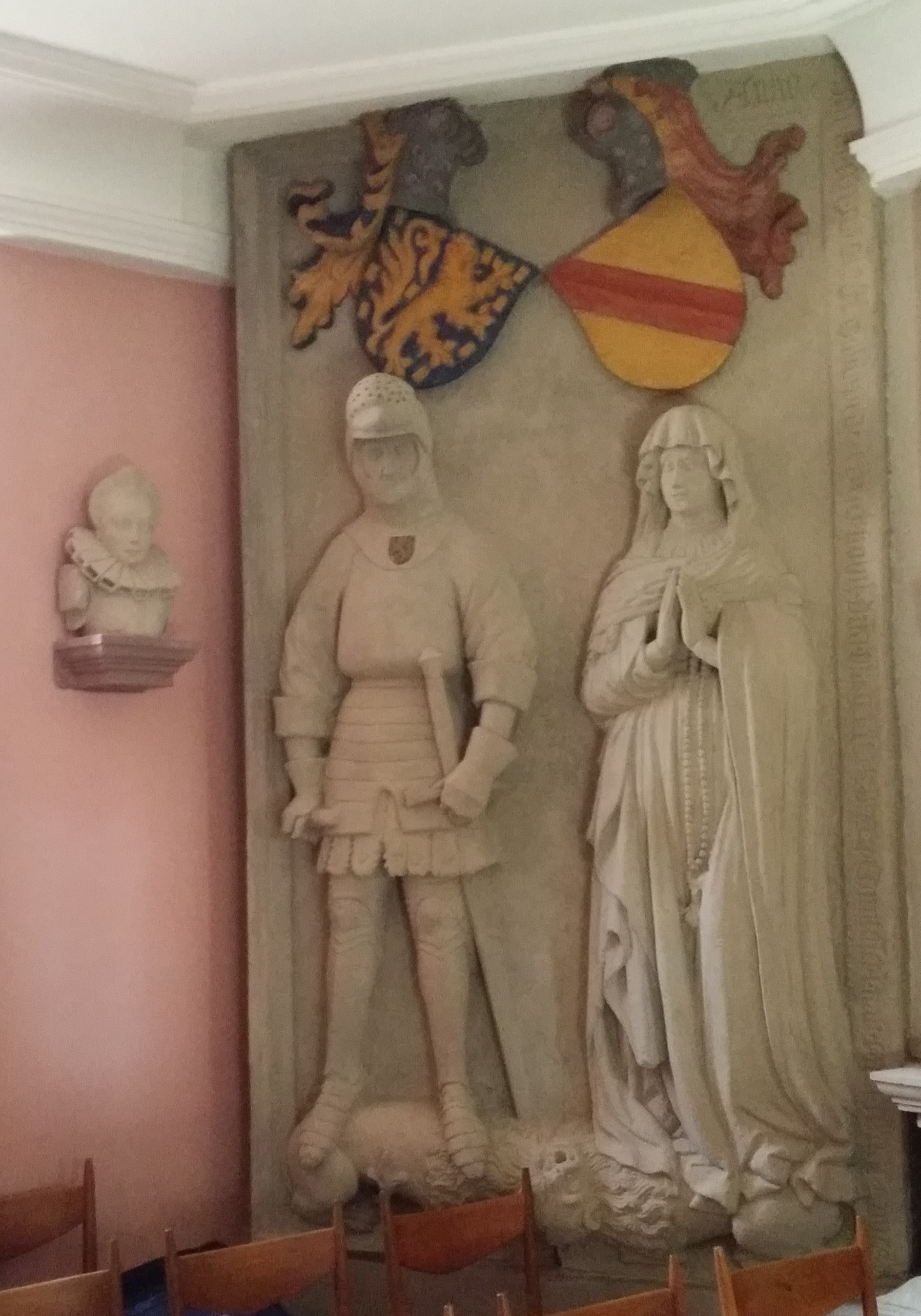
grafmonument van Adolf II van Nassau-Wiesbaden-Idstein

## Geboren
- 2 februari - Eleanora I, koningin van Navarra (1479)
- februari - Christiaan I, koning van Denemarken (1448-1481), Noorwegen (1450-1481) en Zweden (1457-1464)
- 26 april - Margaretha van Nassau-Weilburg, Duits edelvrouw en bibliofiel
- 7 mei - Giovanni Pontano, Italiaans humanist en dichter
- 19 september - Maria van Kleef, Duits edelvrouw
- Jan II van Bourbon, Frans edelman
- Giacomo II Crispo, hertog van Naxos (1437-1447)
- James Douglas, Schots edelman
- Maria van Loon-Heinsberg, Zuid-Nederlands edelvrouw
- William Berkeley, Engels edelman
- Olivier de La Marche, Bourgondisch diplomaat en geschiedschrijver (vermoedelijke jaartal)
- Suster Bertken, Noord-Nederlands kluizenares en dichteres (jaartal bij benadering)
- Rudolf IV van Sausenberg, markgraaf van Baden-Baden (jaartal bij benadering)

## Overleden
- 13 januari - Hendrik van Renesse, Hollands ridder
- 26 juli - Adolf II van Nassau-Wiesbaden-Idstein (~40), graaf van Nassau-Wiesbaden-Idstein
- 22 augustus - Willem Nagel (~35), Hollands opstandeling
- 18 september - Hubert van Eyck (~60), Zuid-Nederlands schilder
- 24 november - Elizabeth Plantagenet (63), Engels prinses
- 31 december - Thomas Beaufort (49), Engels legeraanvoerder (vermoedelijke datum)
- Peter II van Amboise (~69), Frans edelman
- Jan Lambertsz. Cruyf, Hollands burgemeesterszoon
- Adolf X van Schaumburg (~51), Duits edelman
- Nicolaas II van Tecklenburg, Duits edelman
- Tezozomoc, Tepaneeks heerser